# Gotthard Handrick

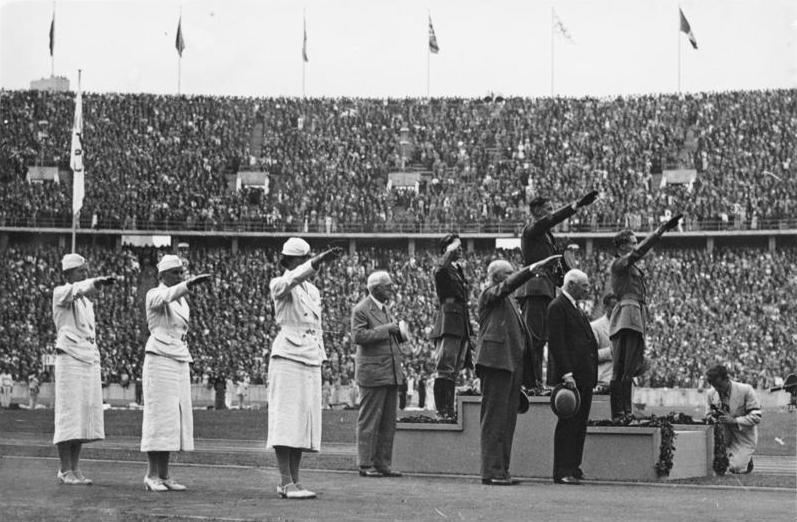
Auf dem Sieger-Podest von rechts nach links: Silvano Abbà (2.) und Gotthard Handrick (1.), den Olympischen Gruß entbietend, Charles Leonard (3.), salutierend

Karl Hermann Gotthard Handrick (* 25. Oktober 1908 in Zittau; † 30. Mai 1978 in Großhansdorf) war ein deutscher Sportler und Jagdflieger im Zweiten Weltkrieg.

## Leben
Handrick trat nach bestandenem Abitur 1929 in die Reichswehr ein. Auf Grund seiner sportlichen Leistungen wurde er zur Sportschule Wünsdorf bei Berlin kommandiert. Er gewann bei den Olympischen Spielen in Berlin 1936 im Modernen Fünfkampf die Goldmedaille. Bis zum Olympiasieg von Lena Schöneborn bei den Olympischen Spielen 2008 erreichte kein deutscher Athlet in dieser Disziplin mehr eine Platzierung unter den ersten Drei.
Im Spanischen Bürgerkrieg war er vom 18. Juli 1937 bis zum 10. September 1938 Kommandeur der Jagdgruppe 88 in der Legion Condor. Als Pilot flog er in diesem Bürgerkrieg eine Messerschmitt Bf 109-D, deren Spinner mit den olympischen Ringen bemalt war. Im Spanischen Bürgerkrieg erzielte er bis zu seiner Rückkehr nach Deutschland im Jahr 1938 fünf Luftsiege. Er wurde mit dem Spanienkreuz in Gold mit Schwertern ausgezeichnet.
Im Zweiten Weltkrieg war er bei der Luftwaffe. Beim Jagdgeschwader 26 war er bereits seit dem 1. Mai 1939, bis zum 24. Juni 1940 als Gruppenkommandeur der I. Gruppe im Range eines Majors, welche er bereits in der Vorgängereinheit, dem Jagdgeschwader 132, ab 1. November 1938 geführt hatte. Nachfolger als Kommandeur der I. Gruppe wurde Kurt Fischer. Handrick war vom 24. Juni bis zum 21. August 1940 Kommodore des Geschwaders; sein Nachfolger dort wurde Adolf Galland. Vom 7. Oktober 1940 bis zum 22. Juni 1941 führte er die III. Gruppe des Jagdgeschwaders 52, die in diesem Zeitraum nach Bukarest-Pipera verlegt worden war und auch die Kämpfe um die Insel Kreta unterstützte. Dem Jagdgeschwader 5 in Norwegen gehörte er ab dessen Aufstellung 1942 an, zuletzt als Geschwaderkommodore. Im Juni 1943 wurde er nach Österreich zunächst zum Jagdfliegerführer Ostmark, ab Juni 1944 umbenannt in 8. Jagd-Division, versetzt. Dort leitete er unter anderem 1944 als Oberst den Stab des Jagdfliegerführers Ostmark. Zu Beginn des Jahres 1945 gehörte er zum Planungsstab des Unternehmens Bodenplatte. Für den Zeitraum des Zweiten Weltkrieges werden ihm weitere zehn Luftsiege zugerechnet.
Nach Kriegsende war Handrick als Kaufmann zunächst in Witten an der Ruhr und dann in Hamburg tätig, dort als Repräsentant für Daimler-Benz. Nachdem er seine berufliche Laufbahn beendet hatte, lebte er in Ahrensburg.
Handrick wurde am 17. Oktober 1943 mit dem Deutschen Kreuz in Gold ausgezeichnet. Darüber hinaus wurde ihm das Eiserne Kreuz II. und I. Klasse verliehen.